# Cmentarz żydowski w Łaszczowie
Cmentarz żydowski w Łaszczowie – kirkut mieści się przy ul. Chopina, na zachód od rynku. Powstał w połowie XVIII wieku. W czasie II wojny światowej został doszczętnie zniszczony przez hitlerowców. Macewy zostały przez nich użyte do utwardzania dróg i placów. Nagrobki, które ocalały, były rozkradane przez mieszkańców. Po 1945 na terenie kirkutu wybudowano lecznicę dla zwierząt. Zachowała się jedna macewa z 1824 lub 1828. W 1990 odsłonięto pomnik ku czci łaszczowskich Żydów, zamordowanych przez nazistów.

## Galeria

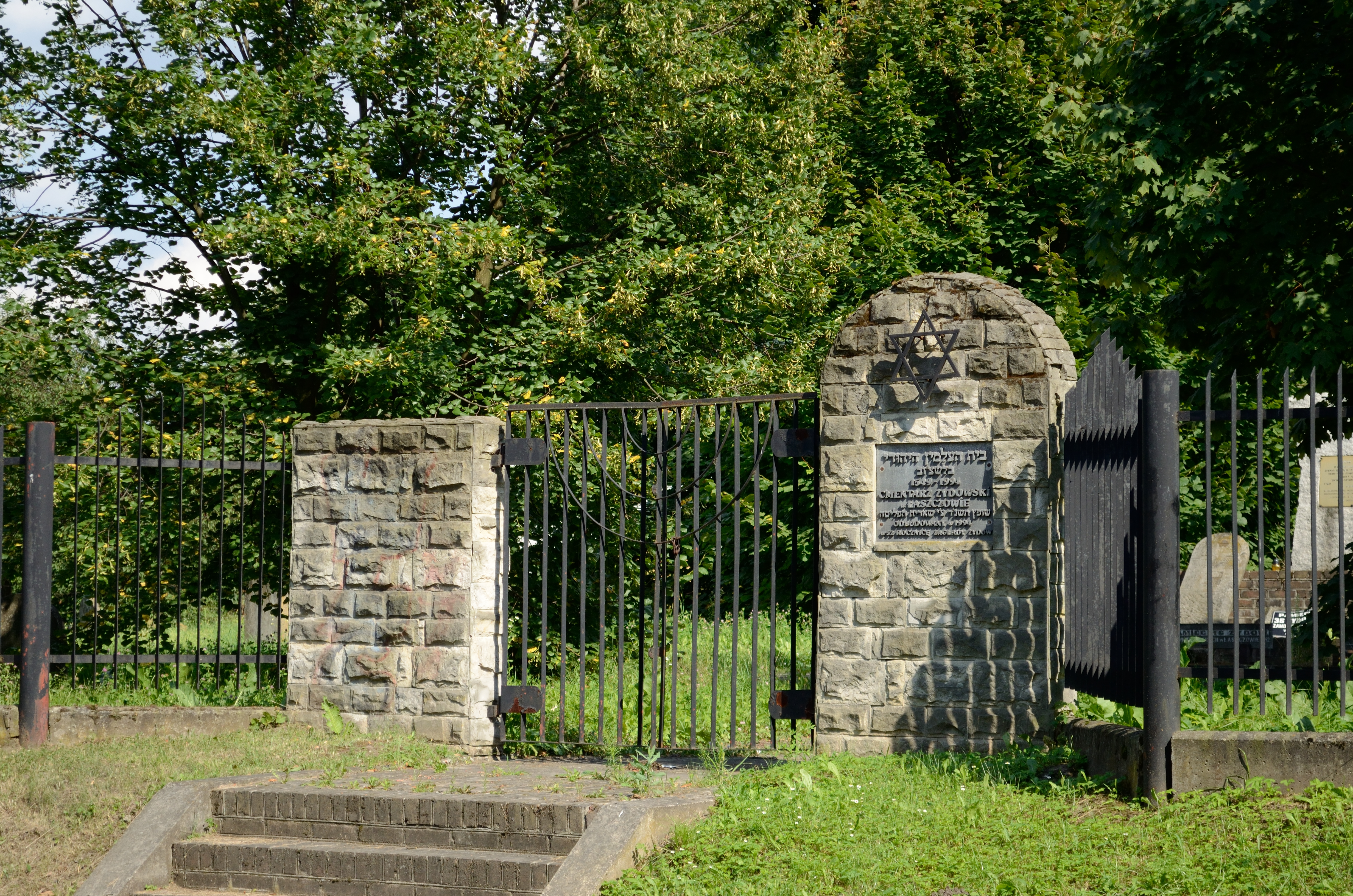
Brama cmentarza żydowskiego w Łaszczowie
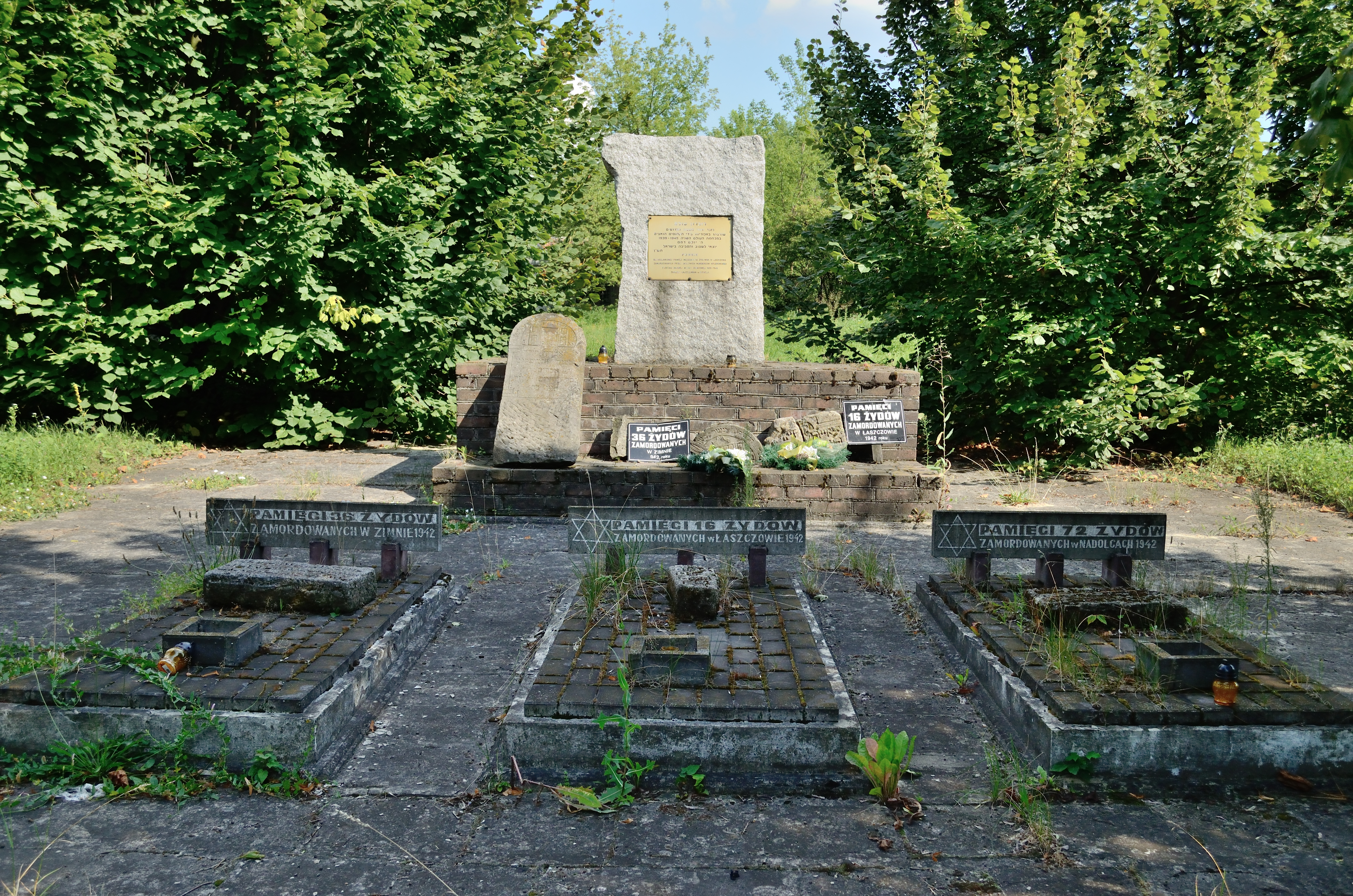
Pomnik i symboliczne mogiły upamiętniające mord Żydów w 1942 roku
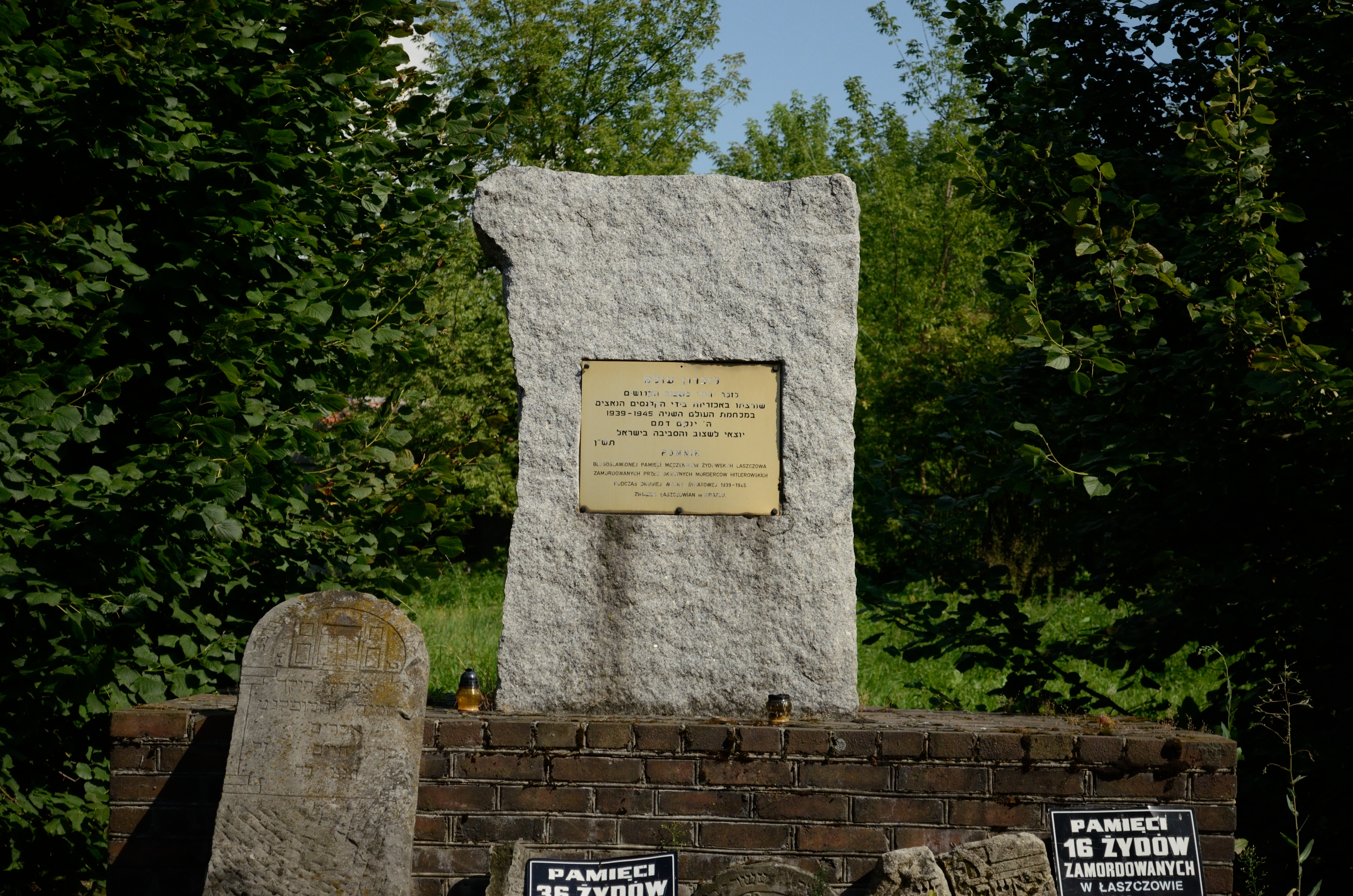
Pomnik z tablicą w języku żydowskim
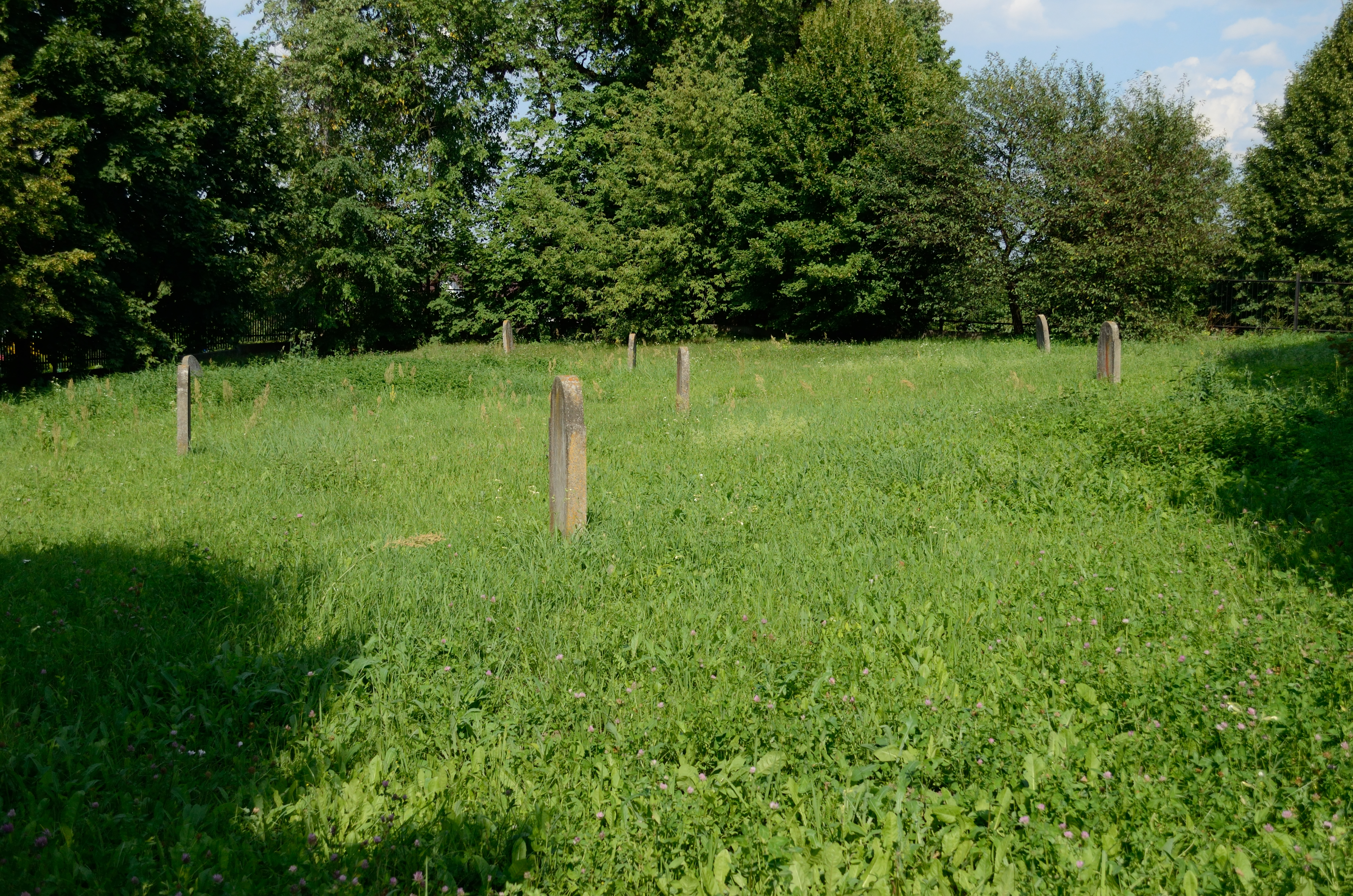
Pole cmentarne z mogiłami